# Corydon (Kentucky)
Corydon – miasto w Stanach Zjednoczonych, w stanie Kentucky, w hrabstwie Henderson.